# Senza contorno solo... per un'ora
Senza contorno solo... per un'ora è un album live di Gino Paoli, pubblicato dalla Musicrama nel 1993.

## Tracce
1. Cosa farò da grande
2. Come si fa
3. 67 parole d'amore
4. Questione di sopravvivenza
5. La luna e il signor Hyde
6. Il fantasma blu / La gatta / Il fantasma blu
7. Il mare, il cielo, un uomo
8. Sassi / Sapore di sale
9. Me in tutto il mondo
10. Averti addosso
11. Una lunga storia d'amore / Che cosa c'è / Una lunga storia d'amore
12. Senza fine
13. Ti lascio una canzone
14. Il cielo in una stanza
15. Vivere ancora
16. Maschere
17. L'ufficio delle cose perdute
18. Bambino io, bambino tu
19. Matto e vigliacco
20. Quattro amici
21. Un vecchio bambino
22. Senza contorno
23. La bella e la bestia

## Formazione
- Gino Paoli - voce
- Lanfranco Fornari - batteria
- Adriano Pennino - tastiera, fisarmonica
- Giampaolo Ascolese - batteria, vibrafono
- Aldo Mercurio - basso
- Maurizio Fiordiliso - chitarra, cori
- Rosanna Truppa - violino
- Lella Viscardi - violino
- Alberto Vitolo - violino
- Vincenzo Prota - violino
- Luigi Salvati - violino
- Riccardo Maiorano - violino
- Salvatore Moresco - violino
- Gioacchino Morrone - violino
- Graziella Concha - violino
- Antonello Grimma - violoncello
- Luigi Pandolfi - viola
- Antonella Bologna - viola
- Demo Morselli - tromba, flicorno
- Corrado Terzi - sax
- Robert Fix - sassofono soprano
- Renzo Gnemmi - flauto
- Bruno De Filippi - armonica
- Laura Trentacarlini - cori
- Monica Sarnelli - cori